# Meudon
Meudon település Franciaországban, Hauts-de-Seine megyében. Lakosainak száma 46 722 fő (2022. január 1.). Meudon Issy-les-Moulineaux, Clamart, Vélizy-Villacoublay, Chaville, Sèvres és Boulogne-Billancourt községekkel határos.
A városban működik a Rodin Múzeum (Musée Rodin) meudoni telephelye, a Brillants villában, Auguste Rodin szobrászművész egykori lakó- és alkotóhelyén. Itt forgatták a Rodin – Az alkotó c. 2017-es film belső felvételeit.

## Népesség
A település népességének változása:
| Lakosok száma | 45 043 | 45 317 | 46 014 | 45 352 | 45 748 | 45 818 | 45 825 | 46 342 | 46 722 |
|               | 2013   | 2015   | 2016   | 2017   | 2018   | 2019   | 2020   | 2021   | 2022   |